# Górki (powiat bytowski)
Górki (kaszb. Gòrki) – osada w Polsce położona w województwie pomorskim, w powiecie bytowskim, w gminie Kołczygłowy na obszarze Parku Krajobrazowego Dolina Słupi.
W latach 1975–1998 miejscowość administracyjnie należała do województwa słupskiego.